# Външна политика на Румъния
Към момента Румъния поддържа двустранни дипломатически връзки със 177 държави от 191-те страни членки на ООН, както и със Светия престол, Суверенния военен орден на Малта и Националната палестинска власт.

## Цели, насоки и приоритети
Румънското министерство на външните работи е формулирало следната основна цел на външната политика на Румъния:
- Външната политика да се насочи към защитата на социалните и икономическите интереси на румънските граждани, както и прокарването и защитата на икономическите, политическите и военни интереси на Румъния, в съответствие с геополитическото ѝ положение.

За постигане на тази цел външната политика на Румъния ще е насочена към:
- развитие на двустранните и многостранни връзки.
- добросъседство и регионално сътрудничество;
- развитие на парламентарната дипломация;
- развитие на икономическата дипломация;
- разширяване на културната дипломация;
- засилване на връзките с румънците зад граница, опазване на националната им и културна идентичност.

За развиване на двустранните отношения правителството на Румъния счита за приоритет:
- укрепване на връзките със страните от ЕС и НАТО;
- развитие на икономическото, научно-техническо и културно сътрудничество с Китай, Западните Балкани, Централна Азия, Близкия изток и страните от Латинска Америка;
- укрепване и разширяване на връзките със Светия престол, Израел и Япония.

По отношение на връзките с международните организации и многостранните отношения правителството на Румъния възнамерява да прилага следната политика:
- присъединяване на Румъния към ЕС на 1 януари 2007 г.

– укрепване на позицията на Румъния в НАТО, включително със спазване на поетите ангажименти, участие в общи акции и предлагане и развитие на инфраструктура и логистика за войските от НАТО;
- участие на румънската дипломация в преструктурирането на румънската система за сигурност, икономическо сътрудничество и международно право. Подкрепа на участието на Япония и Германия като постоянни членки в Съвета за сигурност на ООН.
- активно участие в дейността на ОССЕ, ЕС, НАТО, ОЧИС е др.
- специално отношение се обръща на отношенията с Република Молдова, по отношение на спазване на правата на човека, икономическите реформи и подкрепа на румънската култура, чрез отпускане на стипендии, подкрепа на дейности по прилагане на демократичните реформи и др.

## Дипломатически отношения с България

### Кратък исторически преглед
Дипломатическите отношения между България и Румъния са установени през 1879 г. на ниво бюро на дипломатически представител. Впоследствие двустранното дипломатическо представителство е издигнато на ниво консулства, генерални консулства, легации, а след 1944 г. – в посолства.

### Настоящи дипломатически отношения
Понастоящем отношенията между двете страни се развиват на базата на Договора за приятелство, сътрудничество и добросъседство, подписан в София на 27 февруари 1992 г.
Посланик на Румъния в България е г-н Михаил Рошяну, който е представил акредитивните си писма на 17 май 2004 г.
Посолството на Румъния в Република България се намира на адрес:
Бул. Михай Еминеску 4, София.
Телефони: 02/971 28 58; 02/973 30 81;
Факс: 02/973 34 12
E-mail: ambsofro@vip.bg
- Консулска секция:

Ул. Шипченски проход 1, София
Телефон: 02/973 35 10;
Факс: 02/973 34 12
E-mail: ambsofro@vip.bg
Посланик на България в Румъния е г-н Константин Андреев, който е представил акредитивните си писма на 16 октомври 2004 г.

### Политически отношения
- Посещения на ниво президенти

- в Румъния: 1998, 2005 г.
- В България: 1997, 2003 г.
- Посещения на ниво министър-председатели

- в Румъния: 1999, 2000, 2002, 2006 г.
- в България: 1998, 2001, 2002, 2005 г.
- Посещения на ниво министри на външните работи

- в Румъния: 2000, 2005 г.
- в България: 1998, 2005 г.